# Barrage de Mettur
Le Barrage de Mettur est un barrage hydroélectrique dans le Tamil Nadu en Inde sur le Cauvery. Il est associé à une centrale hydroélectrique de 250 MW.

## Historique
Il a été inauguré en 1934.

## Caractéristiques
Le barrage est haut de 70 m et long de 1 500 m. La retenue créée est de 15 000 ha.

## Utilisation
Le réservoir permet l'irrigation de 525 000 ha de cultures. L'usine hydroélectrique fournit de l'électricité.